# フェアリアルガーデン
『フェアリアルガーデン』は、桜野みねねによる日本の漫画作品。マッグガーデン刊『月刊コミックブレイド』にて2007年9月号から2010年5月号まで連載された。単行本は同社のBLADE COMICSから全5巻。
2012年に加筆、修正した全33話がパブーより自費出版された。

## あらすじ
舞台は、植物から妖精（＝フェアリア）を生み出す技術が発達している世界。主人公・西園寺のあが拾った花からも、妖精らしき小さな少女が生まれる。「妖精とは二度と一緒に暮らさない」と誓っていた、のあの心に変化が訪れ始める。

## 主な登場人物
西園寺 のあ（さいおんじ のあ）
男子中学生。14歳。フェアリア研究の第一人者である西園寺秀（さいおんじ しゅう）を父に持ち、また、のあ以外の家族もフェアリアの研究に携わっている。西園寺家そのものが大きな研究施設のようになっており、のあは離れにひとりで住んでいる。幼い頃、飼っていたフェアリア（名前はルピー）の健康診断を母親に頼んだが、母親は「実験用のフェアリアが足りなかった」という理由で、のあに無断でルピーを実験に使用してしまった。ルピーが死亡して以来、のあは家族や周囲、人生そのものに心を閉ざし気味に生きるようになっていた。物言いがぶっきらぼうなところもあるが、基本的には冷静な常識人。
クレア
のあが拾ったクレマチスの花から生まれた妖精。後にフェアリアではなく、フェアリアル（「妖精には違いないがフェアリアとは呼べない何か」という、伝説的な存在）と判明する。自分の意志で体の大きさを3段に変化することができる。最小サイズは38mm（のあには「豆」と呼ばれる）、部屋にいる時などは38cmサイズ（人形的な大きさ）、フルサイズはのあと同年代の少女とほぼ同じ大きさまで変わる。見た目は人間とほとんど変わらないが、頭頂部から触覚が伸び、耳が若干尖っている。また左腕と右脚に蔦の模様が生まれつき刻まれている。生まれたばかりのせいか、言葉をほとんど話すことができなかったが、のあと生活していくうちに次第にいろいろな言葉を覚えていくようになる。幼児のように無垢な性格。触れたものの過去の記憶を感じる能力も持っている。
柳沢 純（やなぎさわ じゅん）
のあのクラスメイトである男子中学生。ツッコミどころがズレていたり、お調子者だったりするが、明朗で憎めない性格。フェアリアマニアで、裁縫が得意。フェアリア界のアイドル（名前はラブチェーン）に贈るために作っておいた洋服を、クレアにあげるようになる。クレアが作品中で着けている可愛らしい服は、ほぼ全て柳沢作。カトレアにヘッドドレスを作ってプレゼントしたこともある。
カトレア
西園寺家の研究施設にある、塔の中に住んでいる女性。クレアと同じくフェアリアルであり、遠く離れた場所で起こっていることを感じる能力を持つ。また、クレアとテレパシー的な力で会話することもできる。のあが付けた略称は、カトー。
マーガレット
カトレアが連れている、蝶くらいの大きさのフェアリア。少女の形をしている。言葉を話すことができる。
スノー
カトレアが連れている、大きな白い犬の形をしたフェアリア。言葉は話さないが、カトレアに従順。
フェンネル、シザンサス
カトレアの住む塔の中を漂う、光のような存在。カトレアの味方のようだが、詳細はまだ不明。
桑原 真菜（くわはら まな）
西園寺家のお手伝いさん。女性である。年齢はのあより数歳上であるようだが、詳しい記述はない。メイド服を着用。主に厨房仕事や掃除を担当している。本人いわく「のあ坊ちゃま担当のお手伝いさん」であり、毎日のあの部屋へ食事を運んでくる。のあが子供の頃から西園寺家で働いており、亡くなったルピーのことも知っている。また、のあの乳母であった節子という女性は、真菜の叔母にあたる。生真面目な性格で少し涙もろく、時々話がズレる。飼っているフェアリア（アルカネット）に言葉をうまく教え育てたことから、柳沢から「あなたは一流のフェアリアルブリーダーだ」と称えられ、師匠と呼ばれることもある。のあのことを異性として気にしているような描写も、時折みられる。
アルカネット
真菜の飼っているフェアリア。子犬ほどの大きさで、真菜と行動をともにすることが多い。言葉を巧みに操ることができ、周囲の人間（やクレア）の言動に冷静なツッコミをよく入れる。クレアが付けた略称は、アル。
みゅー
柳沢が通販で買った種から生まれたフェアリア（柳沢は鉢に植えただけで、発芽させて生長させたのはクレア）。白いふわふわの毛に覆われた、小動物のような外見。バームクーヘンを好んで食べる。
ルピー
のあが幼い頃に飼っていたフェアリア。正しい名は、ルピナス。鳥に似た形をしている。もとはのあの乳母であった節子が飼っていたが、節子が亡くなった後のあが引き取り、のあの心を慰める役割を果たしていた。のあの母親によって実験に使われ、命を落としてしまう。

## 既刊一覧
- フェアリアルガーデン（マッグガーデン刊）
  1. ISBN 978-4861274688
  2. ISBN 978-4861275197
  3. ISBN 978-4861275869
  4. ISBN 978-4861276798
  5. ISBN 978-4861277344